# Чиркович, Никола
Никола Чиркович (серб. Никола Ћирковић; род. 4 декабря 1991, Прибой) — сербский футболист, правый защитник клуба «Младост».

## Клубная карьера
Воспитанник клуба ФАП из родного города Прибой, позднее выступал за «Борац». С 2010 по 2015 года был игроком клуба «Металац» (до 2012 года играл в сербской Суперлиге, после — в первой лиге). По итогам сезона 2014/15 помог «Металацу» вернуться в Суперлигу.
6 июля 2015 года подписал контракт с футбольным клубом «Минск». Однако, за столичный клуб сыграл всего в двух матчах Кубка Белоруссии, ещё три матча провел за дубль, но так и не дебютировал в Высшей лиге. 28 августа 2015 года контракт с полузащитником по взаимному согласию был разорван.
В сентябре 2015 года вернулся в Сербию, став игроком клуба «Вождовац», где играл в течение четырёх лет. В июле 2019 года перешёл в «Чукарички».
В июле 2021 года перешёл в израильский клуб «Бней Сахнин», а в феврале 2022 года перешёл в «Кафр-Касем».

## Международная карьера
Дебют за национальную сборную Сербии состоялся 29 сентября 2016 года в товарищеском матче против сборной Катара, заменив во втором тайме Марко Петковича.